# Globularia alypum
Globularia alypum es una especie de planta de flores de la familia Plantaginaceae. 

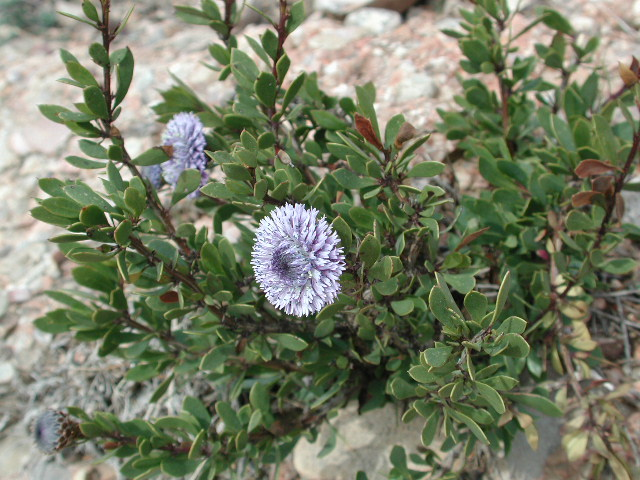
Vista de la planta

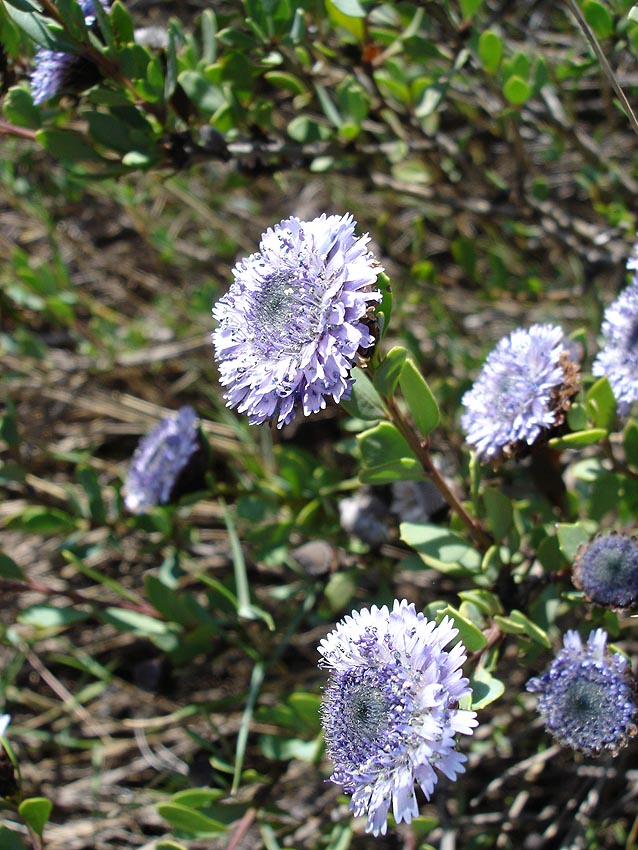
Planta con flor

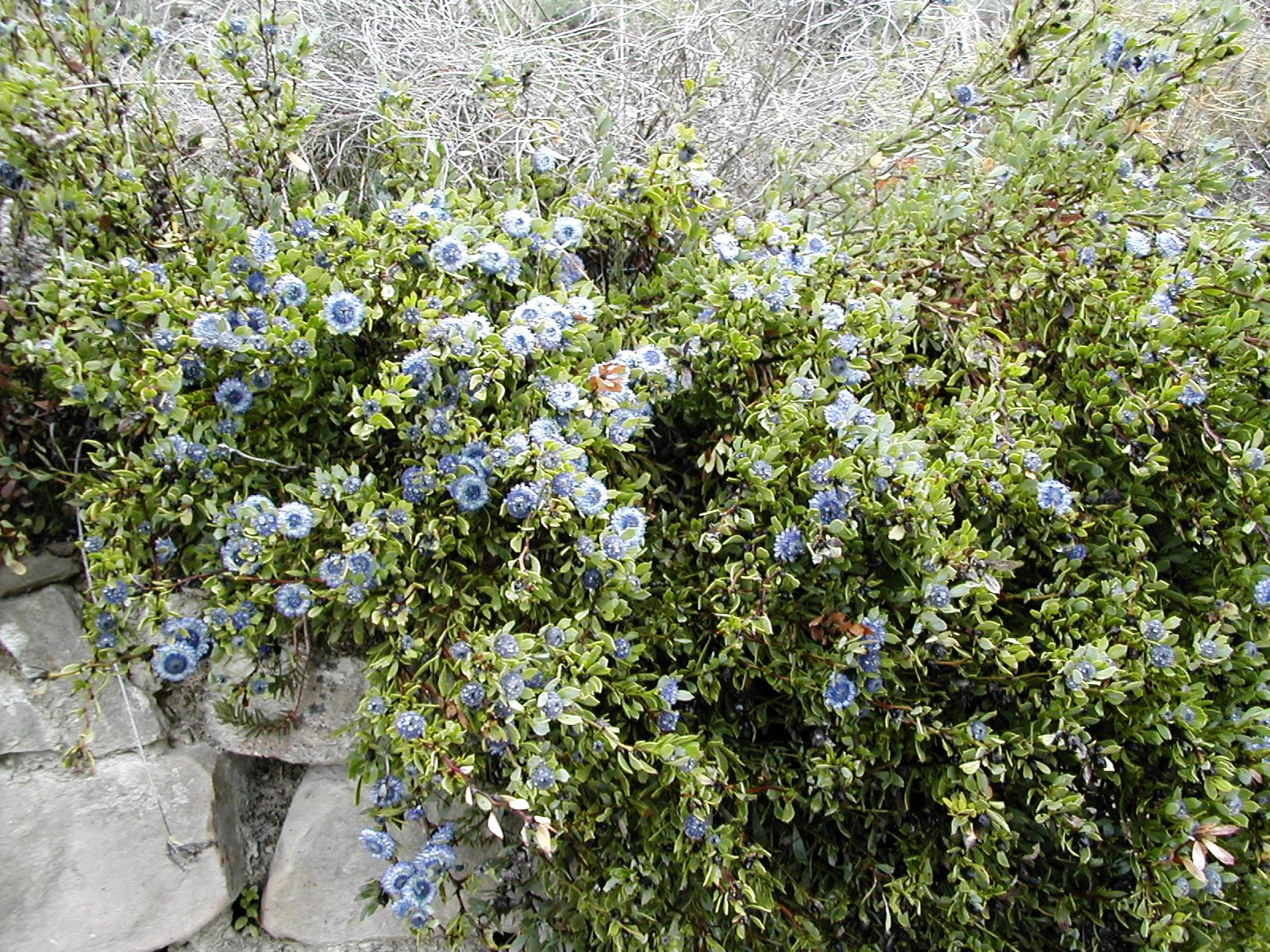
Formando matorral

## Hábitat
Es nativo de la cuenca del Mediterráneo en Grecia, Francia, Italia, España y norte de África donde coloniza las rocas y los terrenos secos y áridos.

## Características
Es un subarbusto ramificado que alcanza los 30-60 cm de altura con los tallos erectos. Las hojas son pequeñas de 1-1.5 cm de longitud por 0.2-0.5 cm de ancho, perennes, ovales, ciriáceas y lanceoladas. Las flores pequeñas de color azul pálido se agrupan en capítulos globosos solitarios. El fruto es un pequeño aquenio rodeado por el cáliz persistente.

## Propiedades
- En tiempos pasados se usaba como purgante.
- Es tóxico y no recomendable su uso, pues produce vómitos y diarreas.

La globularetina actúa como purgante drástico y en dosis muy bajas es laxante. (frecuentemente se ha usado como sustituto del sen). La globularina es estimulante del sistema nervioso central y se le atribuye un efecto antiedematoso. Al extracto acuoso, propiedades cicatrizantes y antitumorales. 
Principios activos
Las sumidades floridas contiene: globularetina, globularina, flavonoides (apigenina-7-glucósido, quercetol, luteolina-7-glucósido, cianidina, peonidina), mucílagos, ácido cinámico.

## Taxonomía
Globularia alypum fue descrita por Carlos Linneo  y publicado en Species Plantarum 1: 95. 1753.
Etimología
Globularia: nombre genérico del latín y que según Clusio, Rariorum aliquot stirpium, per Pannoniam (1583), nombre entre los botánicos de una planta claramente referible al género Globularia L. (Globulariáceas), a no dudar alusivo a la forma globosa de las inflorescencias –lat. globulus = glóbulo, globito, bolita; diminutivo de lat. globus; y de -aria = sufijo que indica relación, en sentido amplio.
alypum: epíteto latíno, del griego ἄλυπος: "inofensivo"
Sinonimia
- Alypum monspeliensium Fourr.
- Alypum salicifolium Fisch.
- Globularia alypa St.-Lag.
- Globularia turbith Willk.
- Globularia virgata Salisb.[4]

## Denominación popular
- Castellano: alipo, bocha, boja, cardenilla, cebollada, cebolla de globularia, cebollana, cebolleda, cibullana, cogullada, corona de fraile, corona de rey, corona real, coronilla, coronilla de fraile , coronilla de rey, coronilla real, cujarda, gardenilla, globularia, hierba de la orza, lengua de caballo, álipo, segullada, servencia, siempreenjuta, siemprenjuta, tozorata, turbit, turbit blanco, turbit de Levante, zeballada, zebollada, zocollada.[5]